# Klášter Longpont
Klášter Longpont (francouzsky Abbaye Notre-Dame de Longpont) býval cisterciácký klášter v pikardské obci Longpont patřící pod diecézi Soissons. Zříceniny kláštera leží mezi obcemi Corcy a Vierzy, při silnicích D2 a D17, asi 15 km JZ od Soissons.

## Historie
Byl založen roku 1131 sv. Bernardem na žádost Josselina z Vierzy, biskupa ze Soissons. Prvotní konvent pocházel z mateřského kláštera Clairvaux. Gotický klášterní kostel byl vystavěn v letech 1192 až 1227 a k jeho vysvěcení došlo za osobní účasti čerstvě korunovaného krále Ludvíka IX. K zániku kláštera i zároveň ke zničení šlechtických náhrobků došlo za Velké francouzské revoluce roku 1793. Roku 1804 koupil ruinu hrabě Jindřich z Montesquieu, jehož potomci ji udržují dodnes.
Roku 1889 byl klášter Longpont zařazen do seznamu jako Monument historique.